# Ferragosto

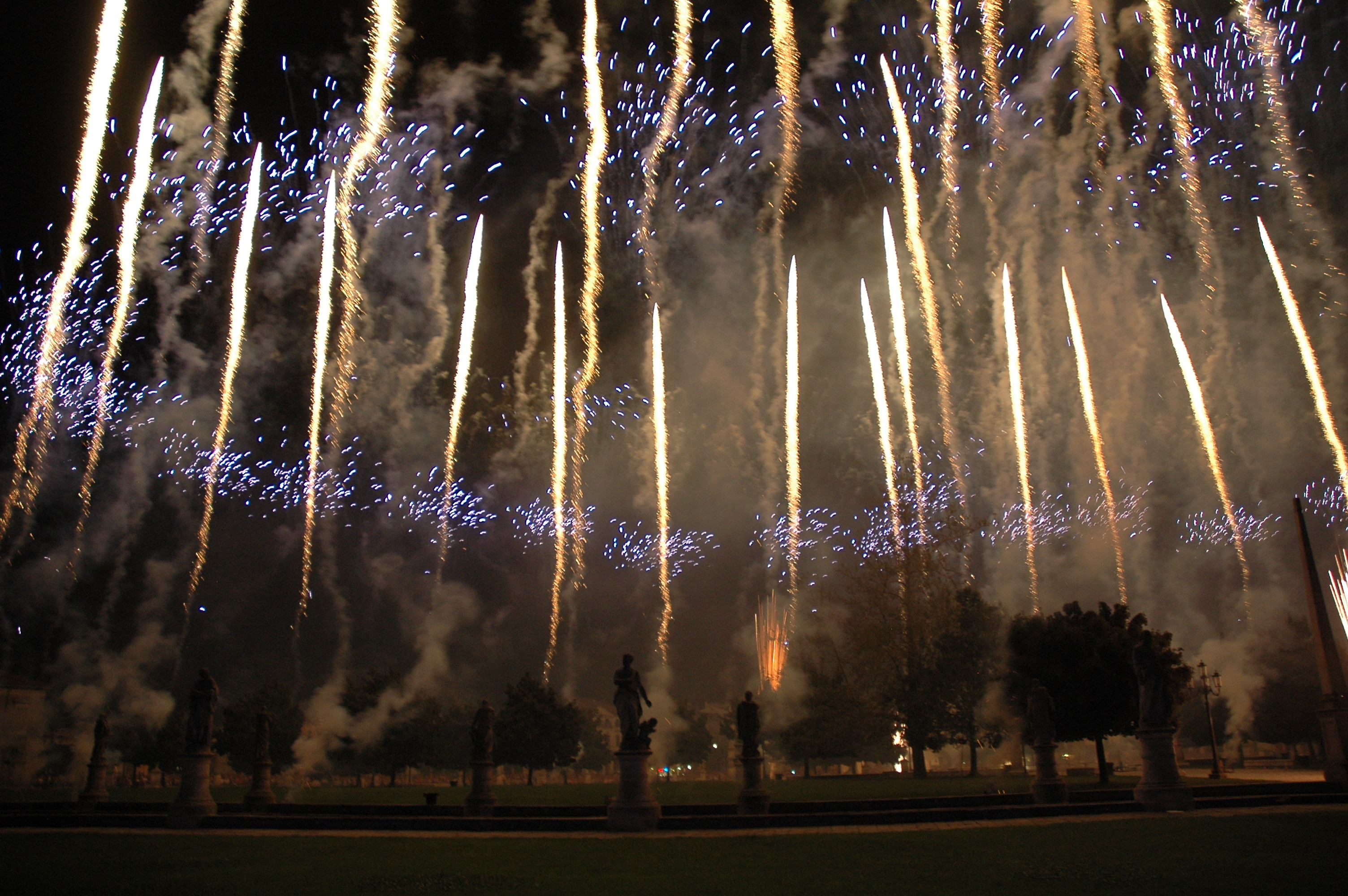
Ohňostroj v Padově

Ferragosto je tradiční italský svátek, který se slaví 15. srpna. V Itálii, San Marinu, Vatikánu a švýcarském kantonu Ticino je dnem pracovního klidu, mnoho zaměstnanců si vybírá dovolenou i v následující dny. Lidé využívají teplého letního počasí k piknikům v přírodě, koupání v moři, horským túrám a návštěvám památek.
Svátek zavedl v roce 18 př. n. l. císař Augustus a na jeho počest dostal název Feriae Augusti (Augustův odpočinek). Byl zasvěcen bohu Consovi a připomínal ukončení sklizně 1. srpna. V křesťanské éře byly oslavy posunuty na polovinu měsíce a spojeny se svátkem Nanebevzetí Panny Marie. Za vlády Benita Mussoliniho se začaly v tento den pořádat pro dělníky levné poznávací zájezdy. Ferragosto je spojeno také s ohňostroji a různými lokálními akcemi, jako je Sienské Palio, rytířský turnaj Giostra del Saracino v Sarteanu nebo veslařský závod Palio Marinaro dell'Argentario v Monte Argentario. Typickým jídlem konzumovaným o tomto svátku jsou pečení holubi.
Při oslavách Ferragosta se odehrává děj Leoncavallovy opery Komedianti.